# Сомина (планина)
Сомина је планина која се налази на граници Црне Горе и Републике Српске, БиХ. Највиши врх се зове Тиквина и налази се на 1601 m надморске висине. Околне планине са којим се додирује су Голија и Његош. Делови планине Сомине су: Рејон Риђице (Гребен, Гамбеловина, Плеће, Лучеви Градац, Јаме, Тиквина, Херцегове Луке, Мацануша, Сријемоша, Вардари, Ћулова коса) и Рејон Маглене горе. Име је добила по истоименој четинарској жбунастој биљци која расте на високој надморској висини.